# Augusto César Alves de Azevedo
Augusto César Alves de Azevedo (Lisboa, 1817 - Lisboa, 1902) foi um médico, bibliógrafo, bibliófilo e coleccionador português.

## Biografia
Seguiu a carreira clínica, tendo exercido a função de Facultativo Municipal em Sacavém e na Arruda dos Vinhos.
Fixando, depois, residência em Lisboa, dedicou-se a estudos de Bibliografia, em que foi exímio, sendo particularmente notável a sua actividade como coleccionador, tendo coleccionado todos os primeiros números de jornais publicados até à data da sua morte, o que chegou a atingir o número de 6.111 espécimes.
Todo o fundo bibliográfico que possuía, legou-o à Biblioteca Nacional de Portugal, em Lisboa.